# Karin Öberg
Karin Ingegerd Öberg (Nyköping, Suecia, 27 de agosto de 1982 ) es una astroquímica sueca. Profesora de Astronomía en la Universidad de Harvard y líder del Grupo de Astroquímica Öberg en el Centro de Astrofísica | Harvard y Smithsonian. Su investigación se refiere a la formación estelar, la formación de planetas y la evolución estelar en relación con las moléculas orgánicas, que son necesarias para determinar los orígenes de la vida en la Tierra y en otros lugares. En abril de 2015, su grupo descubrió la primera molécula orgánica compleja en un disco protoplanetario.

## Biografía
Con 6 años Karin Öberg se mudó con su familia a Karlskrona donde pasó el resto de su infancia. De niña, Öberg fue confirmado en la Iglesia de Suecia, pero poco después se volvió agnóstica. Su posterior conversión al catolicismo se inspiró en parte en la ortodoxia de GK Chesterton.
En 2001, su profesor de química de la escuela secundaria  la inscribió en la Olimpiada de Química local donde se clasificó para la competencia internacional, siendo una de los cuatro estudiantes que representaron a Suecia. También durante su último año en el gimnasio Chapmanskolan, realizó un proyecto bajo la supervisión de su padre, que se convirtió en su primera publicación. Karen Öberg estudió en el Instituto de Tecnología de California y se graduó cum laude en 2005 con una licenciatura en Ciencias Químicas. Durante su tiempo como estudiante, fue miembro de investigación de química física y astroquímica, y publicó dos artículos científicos basados en su trabajo en los grupos. Después de sus estudios universitarios, estudió un Ph.D. en la Universidad de Leiden, en los Países Bajos, bajo la supervisión de Ewine van Dishoeck y Harold Linnartz. Pasó cuatro años combinando simulación de laboratorio y observación astronómica para estudiar la química y la dinámica del hielo interestelar. Esta investigación condujo a una tesis titulada Procesos complejos en hielos simples: estudios de laboratorio y de observación de las interacciones gas-grano durante la formación estelar. Presentó los diferentes capítulos en conferencias en todo el mundo y varias instituciones en los Estados Unidos. Esta tesis doctoral fue defendida el 16 de septiembre de 2009. Además de realizar esta investigación, supervisó dos  proyectos M.Sc.  y trabajó como asistente de enseñanza para cursos sobre púlsares e investigación para estudiantes de pregrado. En 2009 se graduó cum laude con un Ph.D. en Astronomía de la Universidad de Leiden.

## Trayectoria laboral
Después de que Öberg recibiera su Ph.D. en 2009, la NASA le otorgó una beca posdoctoral Hubble que utilizó para investigar en el Centro de Astrofísica | Harvard & Smithsonian hasta agosto de 2012. Durante este tiempo, estudió las observaciones radio astronómicas de moléculas orgánicas en estrellas jóvenes, como discos protoplanetarios y protoestrellas. A continuación, trabajó en la Universidad de Virginia como profesor visitante y profesora asistente de química y astronomía hasta junio de 2013. También realizó experimentos de laboratorio con hielo y estudió observaciones astronómicas determinadas espacial y espectralmente, las cuales se centraron en los procesos que tienen lugar durante la evolución química de un planeta o una estrella. En 2013 regresó a Harvard como profesora asistente de astronomía y formó el Grupo de Astroquímica de Öberg. Este grupo realiza investigaciones en el Centro de Astrofísica | Harvard y Smithsonian.
Karen Öberg es miembro de la junta de la Sociedad de Científicos Católicos, y  asesora del Proyecto Universo Propósito.
A partir de 2021, Öberg ha publicado más de 130 artículos arbitrados, al menos 36 de ellos como primera autora, y ha sido citada más de 11 000 veces. Su principal campo de trabajo actualmente se refiere a la astroquímica y su efecto en la formación de planetas. El Grupo de Astroquímica de Öberg, su grupo de investigación actual, afirma que su investigación principal aborda lo siguiente:
1. la evolución química presente durante la formación de estrellas y planetas y sus efectos en las composiciones planetarias,   
2. los procesos físico-químicos fundamentales que sustentan esta evolución
3. y el desarrollo de nuevas sondas moleculares de distintos aspectos de la formación de estrellas y planetas.
La investigación del grupo se compone de simulaciones de laboratorio de hielo y observaciones de radio e infrarrojos de comportamientos e información astronómicos.

### Descubrimiento de una molécula compleja en un disco protoplanetario
El 9 de abril de 2015, el Grupo de Astroquímica de Öberg publicó un artículo en el que afirmaba haber detectado la primera molécula compleja de carbono en un disco protoplanetario, siendo esta molécula el cianuro de metilo. Se cree que el cianuro de metilo (CH 3 CN) es importante para el origen de la vida porque contiene enlaces carbono-nitrógeno, que forman los aminoácidos, los componentes básicos de las proteínas. Hasta este descubrimiento, no estaba claro si estas moléculas podrían existir en abundancia en los discos jóvenes debido a su naturaleza turbulenta y caótica. Usando el Atacama Large Millimeter/submillimeter Array (ALMA), el grupo de Öberg pudo estudiar los desechos orbitales de la estrella recién formada MWC 480, para descubrir suficiente cianuro de metilo para llenar todos los océanos de la Tierra y la presencia de otras moléculas más simples como el hidrógeno, cianuro Este descubrimiento es significativo porque muestra que la columna vertebral de la vida, los enlaces de carbono complejos, no son exclusivos de nuestro Sistema Solar. En una entrevista, Öberg afirmó que los registros de cometas también sugieren la presencia de moléculas orgánicas complejas en otros discos protoplanetarios. El hallazgo fue publicado en la revista científica Nature (volumen 520), titulado La composición similar a un cometa de un disco protoplanetario revelada por cianuros complejos. Tuvo cobertura mediática en The Washington Post y LA Times, junto con un comunicado de prensa del Observatorio Nacional de Radioastronomía (NRAO).

## Publicaciones Seleccionadas[11]
- Öberg, K.; Linnartz, H.; Visser, R.; Van Dishoeck, E. (2009). «Photodesorption of Ices. II. H2O and D2O». The Astrophysical Journal 693 (2): 1209-1218. Bibcode:2009ApJ...693.1209O. arXiv:0812.1918. doi:10.1088/0004-637x/693/2/1209.
- Öberg, K.; Guzmán, V.; Furuya, K.; Qi, C.; Aikawa, Y.; Andrews, S.; Wilner, D. (2015). «The comet-like composition of a protoplanetary disk as revealed by complex cyanides». Nature 520 (7546): 198-201. Bibcode:2015Natur.520..198O. PMID 25855455. arXiv:1505.06347. doi:10.1038/nature14276.
- Öberg, K.; Boogert, A.; Pontoppidan, K.; Blake, G.; Evans, N.; Lahuis, F.; Dishoeck, E. (2008). «The c2d Spitzer Spectroscopic Survey of Ices around Low‐Mass Young Stellar Objects. III. CH 4». The Astrophysical Journal 678 (2): 1032-1041. Bibcode:2008ApJ...678.1032O. arXiv:0801.1223. doi:10.1086/533432.

## Premios y reconocimientos[2]
- 2001- Representante sueco en la Olimpiada Internacional de Química .
- 2009- Becario posdoctoral Hubble.
- 2010- Premio CJ Kokpriijs al mejor doctorado. tesis en la Universidad de Leiden .
- 2012- Paul Hertelendy (PH) Profesor, Centro de Astrofísica | Harvard y Smithsonian .
- 2012- Alfred P. Sloan Research Fellow en Física.
- 2014- Premio al investigador de la Colaboración Simons sobre los orígenes de la vida (SCOL).
- 2014- Packard Fellow para Ciencias e Ingeniería.